# C.G. Conn
C.G. Conn was een Amerikaans bouwer van muziekinstrumenten, met name van koperen blaasinstrumenten, en leeft verder als een muziekinstrumentenmerk.
Het bedrijf is rond 1875 gevestigd door kolonel Charles Gerard Conn uit Elkhart, Indiana. Conn speelde kornet in de plaatselijke band en kwam naar verluidt na het scheuren van zijn lip op het idee een rubberen ring op zijn mondstuk te plakken. Hij begon dergelijke mondstukken te produceren en kreeg in 1875 patent op zijn vinding. Het bedrijf ontwikkelde zelf ook instrumenten en claimt de eerste saxofoon in de VS gebouwd te hebben.
Na een periode van overnames vanaf 1969 kwam het bedrijf in 2000 in handen van Steinway Musical Instruments, die het in 2003 met Selmer samenvoegde tot Conn-Selmer.